# Krajowa Rada Izb Rolniczych
Krajowa Rada Izb Rolniczych {KRIR} – reprezentacja krajowa izb rolniczych w Polsce.
Rada posiada osobowość prawną, a w jej skład wchodzą prezesi izb rolniczych i po jednym delegacie z każdej izby.
Do zadań Krajowej Rady należy:
1. reprezentowanie izb przed Sejmem, Senatem i organami administracji rządowej, z wyłączeniem administracji rządowej w województwie;
2. opiniowanie projektów aktów prawnych dotyczących rolnictwa i gospodarki żywnościowej oraz założeń i programów polityki rolnej;
3. przedstawianie właściwym organom wniosków w sprawie sytuacji w rolnictwie oraz inicjatyw w zakresie regulacji prawnych;
4. udzielanie izbom pomocy w wykonywaniu ich zadań;
5. zarządzanie wyborów do walnych zgromadzeń izb.

Nadzór nad działalnością Krajowej Rady sprawuje minister właściwy do spraw rolnictwa.